# Veslování na Letních olympijských hrách 2012 – ženská dvojka bez kormidelníka
Soutěž ženské dvojky bez kormidelníka na Letních olympijských hrách 2012 v Londýně se konala od 28. července do 1. srpna v lokalitě Dorney Lake (Eton Dorney).

## Kalendář
Pozn. Všechny časy jsou v britském letním čase (UTC+1).
| Datum                     | Čas   | Kolo      |
| ------------------------- | ----- | --------- |
| Sobota 28. července 2012  | 09:30 | Rozjížďky |
| Pondělí 30. července 2012 | 09:30 | Opravy    |
| Středa 1. srpna 2012      | 10:10 | Finále B  |
| Středa 1. srpna 2012      | 11:50 | Finále    |

## Výsledky
Q = postup do další fáze, R = účast v opravách

### Rozjížďky
První dvě posádky z obou rozjížděk postoupily do finále A, ostatní se zúčastnily oprav.

#### Rozjížďka 1
| Poř. | Veslařky                              | Země                   | Čas     | Pozn. |
| ---- | ------------------------------------- | ---------------------- | ------- | ----- |
| 1    | Helen Gloverová Heather Stanningová   | Velká Británie         | 6:57,29 | Q     |
| 2    | Sara Hendershotová Sarah Zelenková    | Spojené státy americké | 6:59,29 | Q     |
| 3    | Georgeta Damianová Viorica Susanuová  | Rumunsko               | 7:05,39 | R     |
| 4    | Kerstin Hartmannová Marlene Sinnigová | Německo                | 7:10,28 | R     |
| 5    | Maria Laura Abaloová Gabriela Bestová | Argentina              | 7:12,17 | R     |

#### Rozjížďka 2
| Poř. | Veslařky                            | Země                  | Čas     | Pozn. |
| ---- | ----------------------------------- | --------------------- | ------- | ----- |
| 1    | Kate Hornseyová Sarah Taitová       | Austrálie             | 7:01,60 | Q     |
| 2    | Juliette Haighová Rebecca Scownová  | Nový Zéland           | 7:06,93 | Q     |
| 3    | Čang Ja-ke Kao Jü-lan               | Čína                  | 7:13,38 | R     |
| 4    | Naydene Smithová Lee-Ann Persseová  | Jihoafrická republika | 7:14,31 | R     |
| 5    | Claudia Wurzelová Sara Bertolasiová | Itálie                | 7:21,44 | R     |

### Opravy
První dvě posádky postoupily do finále.
| Poř. | Veslařky                              | Země                  | Čas     | Pozn. |
| ---- | ------------------------------------- | --------------------- | ------- | ----- |
| 1    | Georgeta Damianová Viorica Susanuová  | Rumunsko              | 7:08,42 | Q     |
| 2    | Kerstin Hartmannová Marlene Sinnigová | Německo               | 7:10,42 | Q     |
| 3    | Čang Ja-ke Kao Jü-lan                 | Čína                  | 7:15,18 |       |
| 4    | Claudia Wurzelová Sara Bertolasiová   | Itálie                | 7:18,14 |       |
| 5    | Naydene Smithová Lee-Ann Persseová    | Jihoafrická republika | 7:18,96 |       |
| 6    | Maria Laura Abaloová Gabriela Bestová | Argentina             | 7:20,94 |       |

### Finále

#### Finále B (7. až 10. místo)
| Poř. | Veslařky                              | Země                  | Čas     | Pozn. |
| ---- | ------------------------------------- | --------------------- | ------- | ----- |
| 1    | Čang Ja-ke Kao Jü-lan                 | Čína                  | 7:55,18 |       |
| 2    | Naydene Smithová Lee-Ann Persseová    | Jihoafrická republika | 7:56,40 |       |
| 3    | Maria Laura Abaloová Gabriela Bestová | Argentina             | 8:03,53 |       |
| 4    | Claudia Wurzelová Sara Bertolasiová   | Itálie                | 8:06,14 |       |

#### Finále A (1. až 6. místo)
| Poř.             | Veslařky                              | Země                   | Čas     | Pozn. |
| ---------------- | ------------------------------------- | ---------------------- | ------- | ----- |
| Zlatá medaile    | Helen Gloverová Heather Stanningová   | Velká Británie         | 7:27,13 |       |
| Stříbrná medaile | Kate Hornseyová Sarah Taitová         | Austrálie              | 7:29,86 |       |
| Bronzová medaile | Juliette Haighová Rebecca Scownová    | Nový Zéland            | 7:30,19 |       |
| 4                | Sara Hendershotová Sarah Zelenkaová   | Spojené státy americké | 7:30,39 |       |
| 5                | Georgeta Damianová Viorica Susanuová  | Rumunsko               | 7:37,67 |       |
| 6                | Kerstin Hartmannová Marlene Sinnigová | Německo                | 7:42,06 |       |